# Corpus iuris civilis

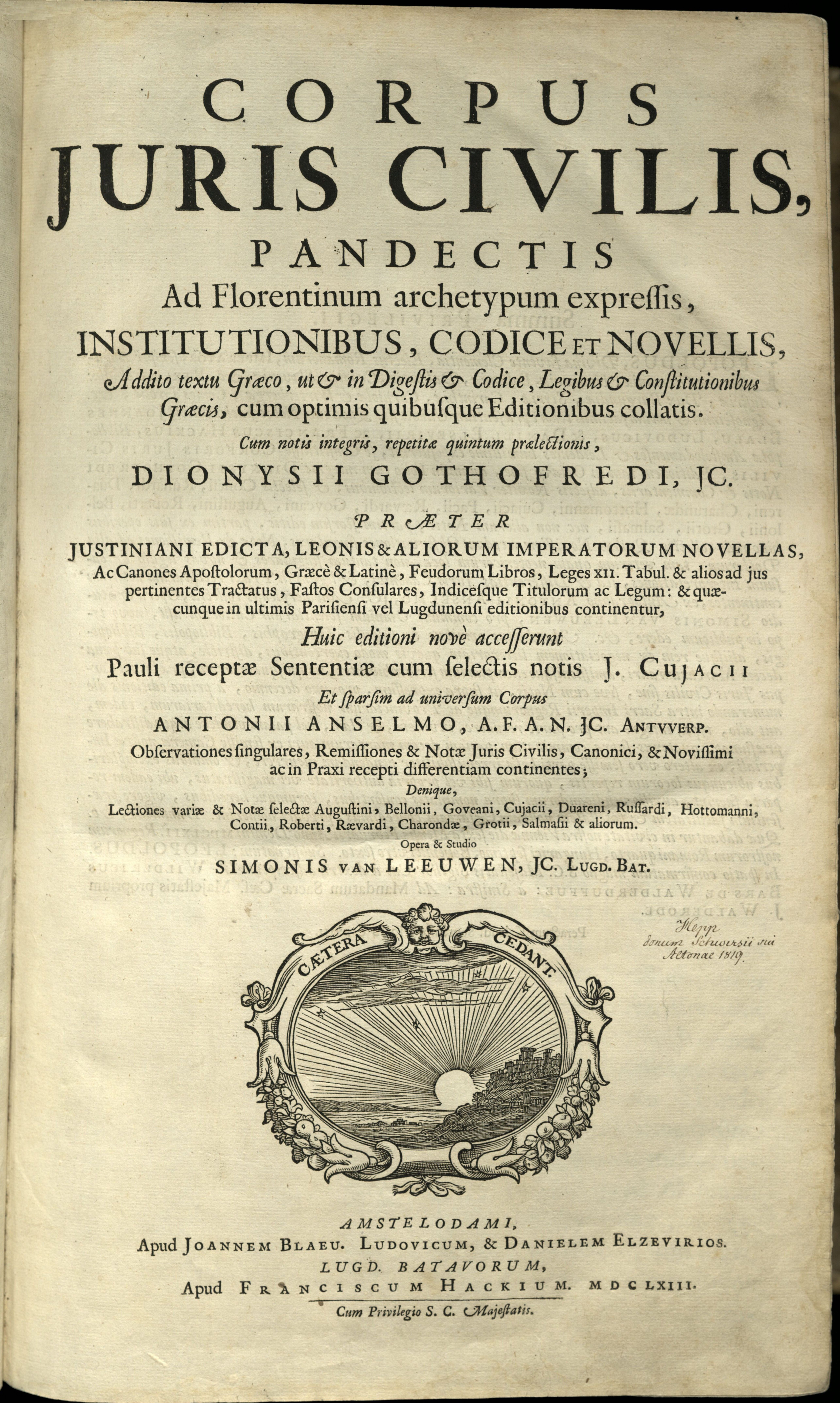
Издание 1663 года

«Corpus iuris civilis» — современное название свода римского гражданского права, составленного в 529—534 при византийском императоре Юстиниане Великом. Известен также под названиями «Свод Юстиниана» или «Кодификация Юстиниана».
Первоначально свод состоял из 3 частей:
- Институции (4 тома, представляющие собой учебник для начинающих юристов).
- Дигесты (50 томов, составленных из трудов классических римских юристов, с интерполяциями кодификаторов).
- Кодекс Юстиниана.

Позже была добавлена четвёртая часть, «Новеллы» (168 новых законов, опубликованных после составления кодекса).
Для «Corpus juris civilis» характерно стремление соединить разнообразные ветви римского права и придать новое содержание отдельным старым правовым понятиям и институтам и таким образом сохранить их жизненность. В XII веке свод получил название «Corpus juris civilis». Впервые издан в XVI веке Дионисием Готофредом.

## Содержание
Данная кодификация вплоть до XI в. являлась важнейшим источником действующего права Византии, а также была фундаментом, на котором окончательно сформировалась вся её правовая система. Свод законов Юстиниана, в целом отражает большинство основных черт римского права, но при этом также олицетворяет специфические византийские черты. Например, они отражены в Новеллах Юстиниана, так как данная часть Свода выполнена не на латыни, а на греческом языке. Кроме того, в Своде наметилась явная тенденция на упрощение и «вульгаризацию» римского права под влиянием позднеэллинистического (греко-восточного) права.
Юристы византийской эпохи в отличие от своих классических предшественников, избегавших дефиниций, сокращений и использовавших казуистический стиль, зачастую стремились к упрощениям: проясняли термины, вырабатывали простые и понятные определения. Примером является заключительная (50-я) книга Дигест в которой введены специальные титулы (16 и 17) дающие толкование слов и основных понятий.
На формирование византийской правовой системы существенное воздействие оказали правовые обычаи, распространенные в восточных провинциях. Обычное право с характерным ему примитивистским форматом искажало логическую стройность и системность римского права. Также Свод законов Юстиниана унаследовал от позднегреческого права такой институт, как эмфитевзис, а также новые формы усыновления и эмансипации подвластных лиц.
В свою очередь в результате влияния восточного права было введено письменное делопроизводство и судопроизводство. Таким образом данное введение повлекло за собой полную отмену римской системы исков и абсолютное утверждение экстраординарного (либеллярного) процесса.
Многие интерполяции, имеющиеся в Своде законов Юстиниана, происходят далеко не из юридической практики, а отражают популярные идейные течение Византии, такие как платонизм, стоицизм и христианство.
Значительное влияние на Свод законов Юстиниана оказало христианство. Во многих местах Свода законов Юстиниана встречаются ссылки на священные книги и христианские писания. Кроме того, ряд правовых институтов начинают трактоваться в религиозном ключе (брак стал рассматриваться как «божественная связь» — nexum divinum). В Дигестах наряду с понятием права (jus) используется традиционное понятие «правосудие» (justitia), однако трактуется как «справедливость» в духе христианской морали. Кроме того, в Свод законов Юстиниана включена конструкция естественного права (jus naturale), разработанная ещё классическими юристами III века, однако трактуется она снова в христианской парадигме как установленное божественное провидение.
Практическое применение Свода законов Юстиниана вызывало значительное количество сложностей в византийских судах. Многие его нормы устарели, однако главная проблема их применения состояла в недоступности для населения. Для удобства использования и упрощения понимания основных положений Свода законов Юстиниана, византийскими юристами в VI—VII веках составлялись комментарии к нему на греческом языке. Данные комментарии были подготовлены в виде парафразов (пересказов), индексов (указателей) и схолий (учебных примечаний). Особую популярность получили Парафразы Институций Юстиниана написанные для студентов-юристов на греческом языке Феофаном и Схолии Стефана, включавшие знаменитый Индекс к Дигестам Юстиниана.Кроме того, византийскими юристам основываясь на определённых положениях Свода законов Юстиниана были составлены практические сборники. Сборники содержали в себе формы и образцы различных договоров, формуляры исков и иное. В данный период времени в Византии был принят ряд императорских законов, которые обобщали в себе нормы обычного права. Таким образом, характерная черта правовой системы Византии это консолидация всех норм права в писанный закон.

### Дигесты
Дигесты или Пандекты, основная часть компиляции Юстиниана I состоящая из 50 книг. Дигесты или Пандекты содержат в себе высказывания (мнения) ведущих римских юристов классической, позднеклассической и послеклассической эпох около 96-533 года новой эры по самым разным вопросам частного, уголовного и международного права.
Именно Дигесты послужили исходным пунктом для начала рецепции римского права на Западе

## Corpus juris civilis и рецепция римского права
Практическое значение кодекса Юстиниана и других частей Corpus juris civilis на Востоке, а начиная с эпохи подготовки рецепции римского права (XII век) — и на Западе, было больше значения кодекса Феодосия, так как к нему приурочилось применение и изучение римского права.
В Средние века в Западной Европе начинается активное усвоение римского права. В раннефеодальных монархиях, образовывающихся на развалинах Западной Римской Империи, сохранились элементы римской правовой культуры и законодательства. Для галло-римского населения создавались специальные сборники римского права, наибольшую известность из которых получил Бревиарий Алариха (Breviarum Alarcianum), составленный в начале VI в. Эти сборники вплоть до XI в. оказывали заметное влияние на развитие феодального права Франции и других стран Западной Европы.